# Krępa (gmina)
Krępa – dawna gmina wiejska istniejąca w latach 1946–1954 w woj. szczecińskim i koszalińskim (dzisiejsze woj. zachodniopomorskie). Siedzibą władz gminy była Krępa.
Gmina Krępa powstała po II wojnie światowej na terenie tzw. Ziem Odzyskanych (tzw. III okręg administracyjny – Pomorze Zachodnie). 28 czerwca 1946 gmina – jako jednostka administracyjna powiatu koszalińskiego – weszła w skład nowo utworzonego woj. szczecińskiego. 6 lipca 1950 gmina wraz z całym powiatem koszalińskim weszła w skład nowo utworzonego woj. koszalińskiego.
Według stanu z 1 lipca 1952 gmina składała się z 10 gromad: Dargiń, Grzybnica, Grzybniczka, Kłanino, Krępa, Kurozwęcz, Pobądź, Sieranie, Świelino i Zegrze Pomorskie. Gmina została zniesiona 29 września 1954 wraz z reformą wprowadzającą gromady w miejsce gmin. Jednostki nie przywrócono 1 stycznia 1973 wraz z kolejną reformą reaktywującą gminy.
Zobacz też: gmina Krępa Kościelna.